# Río Buna
El río Buna es un corto río de Bosnia y Herzegovina, un afluente por la izquierda del río Neretva. Su fuente, (Vrelo Bune), un fuerte manantial kárstico , se encuentra cerca del pueblo de Blagaj, al sureste de Mostar. En realidad, es conocido sobre todo por el famoso manantial de Buna (Vrelo Bune), uno de los manantiales más fuertes de Europa y agua extremadamente frío. El Buna fluye hacia el oeste durante aproximadamente 9 km, empieza en Blagaj y hace meandros a través de los pueblos de Blagaj, Kosor, Malo Polje, Hodbina y se une al Neretva en el pueblo de Buna. El río Bunica es el principal tributario por la izquierda del Buna.